# Leuchttürme Peterhof
Die Leuchttürme Peterhof sind zwei Richtfeuerlinien mit drei Feuerträgern. Alle liegen in den Parkanlagen von Schloss Peterhof bei Sankt Petersburg, Russland. Das Leuchtfeuer auf dem Molenkopf ist das Unterfeuer für zwei Richtungen. Die eine leitet mit 240°12' den Verkehr der Fahrrinne № 11, die andere mit 182°06′ vom Hauptfahrwasser nach Peterhof.

## Geschichte
1854 schrieb Großherzog Konstantin, Leiter des Marineministeriums, in der Akte „Über den Bau eines Leuchtturms im Hafen von Peterhof“: Nachts von Kronstadt nach Peterhof zurückgekehrt, war ich überzeugt, dass der Hafen von Peterhof für sich nähernde Schiffe zu schlecht beleuchtet ist.
Zwölf Jahre später entstanden an den Ufern des Finnischen Meerbusens im Unterpark Peterhof je ein Leuchtturm im Norden und Süden. Ein Jahr später wurden sie geprüft, danach gingen sie in Betrieb.
Der nördliche Leuchtturm verfiel zu Beginn des 20. Jahrhunderts. Der südliche Leuchtturm ist bis heute ohne wesentliche Veränderungen erhalten. Am 2. Juni 2016 wurde der „Peterhof-Südleuchtturm (Südleuchtturm der Petrodworzowy-Ausrichtung)“ in das Register der Kulturerbestätten von regionaler Bedeutung eingetragen.
Die nördliche Richtfeuerlinie wurde durch schmucklose Zweckbauten ersetzt.